# L'Énigme du clos Mazarin
L'Énigme du clos Mazarin est un roman policier historique de Jean d'Aillon publié en 1997.

## Résumé
- Si vous ne connaissez pas le sujet, laissez ce bandeau (vous pouvez alors contacter les auteurs).
- Si vous supprimez le contenu mis en cause (vous pouvez préalablement contacter les auteurs),

argumentez précisément cette suppression dans la page de discussion
(un manque de référence n'est pas un argument ; une recherche réelle de référence doit avoir été effectuée, être formellement documentée).
En 1646, Mazarin donne une partie d'Aix à son frère Michel, archevêque, et l'autorise à la clore. En décembre, Michel vend ses droits sur ce clos à un Italien. Peu après, Mazarin demande à Louis d'enquêter sur Michel qu'il protège, mais qui a falsifié sa signature sur des lettres de provision vierges. Il octroie Gaston à Louis. 
À Aix, on dit aux deux enquêteurs que Frégier, maquereau, vend de ces lettres. Mais Louis le trouve égorgé et prévient le prévôt. Ils se rendent ensuite chez le moine Balthazar, or ce dernier a été tué dans la nuit. Blanche, prostituée de Frégier, leur révèle qu'il a fait signer un bon de caisse à Michel et qu'il était ami de Balthazar. Bauer sauve Louis d'un tueur, pensant que c'est Venel, conseiller au parlement, mais ce n'est pas lui. C'était Barthélémy, secrétaire de Forbin, vice-président du parlement, qu'ils font arrêter. Louis découvre qu'il s'agit en fait du petit-fils de Gaufredi, né à Aix ! Il les fait se retrouver, et Barthélémy avoue que Daret lui avait révélé que Louis devait ruiner Forbin pour que le parlement d'Aix obéisse à Mazarin. 
Daret est le secrétaire de St-Marc qui a chassé Gaufredi il y a 40 ans. Daret avoue que c'est Gueidon, avocat à Marseille, qui lui a demandé de vendre ses lettres s'il ne voulait pas qu'il dénonce son meurtre passé, puis qu'il élimine Louis. Les enquêteurs lui révèlent que Gaufredi, président de la chambre des représentants, est son oncle, qu'il est de la même famille que Forbin qu'il hait. Les enquêteurs lui demandent de taire toute cette histoire. 
Cependant, Forbin affirme aux enquêteurs que si Mazarin renonce à l'élargissement du parlement, les lettres resteront sans valeur et soutient que c'est Boniface, cousin de Romani, leur hôtelier, qui lui a tout dit. Peu après, Louis et Gaston se font voler leurs armes, mais parviennent à anéantir une attaque perpétrée par de faux moines. Une prostituée de Frégier est tuée par balle. Bauer tue Boniface qui allait tuer Louis, et Gaufredi blesse Romani, un complice. Louis trouve les lettres chez Romani. Celui-ci, avant de mourir, avoue que c'était Frégier le chef, mais qu'il l'a tué et que Gueidon était son complice. Gueidon dit qu'il était complice de Fontrailles qui a tué Frégier ! Il révèle toute l'affaire et se disculpe. Daret se suicide. 
Louis menace Gueidon qui lui donne les 50 000 livres qu'il a touchées. Il les partage en cinq en comptant Barthélémy. Ce dernier accepte de rester. Il fait aussi un don anonyme à un notaire pour Michel pour paiement de ses droits sur le clos Mazarin. 
Après le retour de tous à Paris, Mazarin crée un 2e parlement à Aix avant d'essuyer la Fronde en 1648 et celle des princes en 1650.